# ル テアトル銀座 by PARCO
ル テアトル銀座 by PARCO（ル テアトルぎんざ バイ パルコ、Le Theatre Ginza by PARCO）は、東京都中央区銀座の銀座テアトルビルに存在した劇場。株式会社パルコが運営していた。客席数は772席（うちボックス席20席）。
同劇場の前身となった映画館「テアトル東京」（テアトルとうきょう）についても本項で記述する。

## 略歴・概要

### テアトル東京

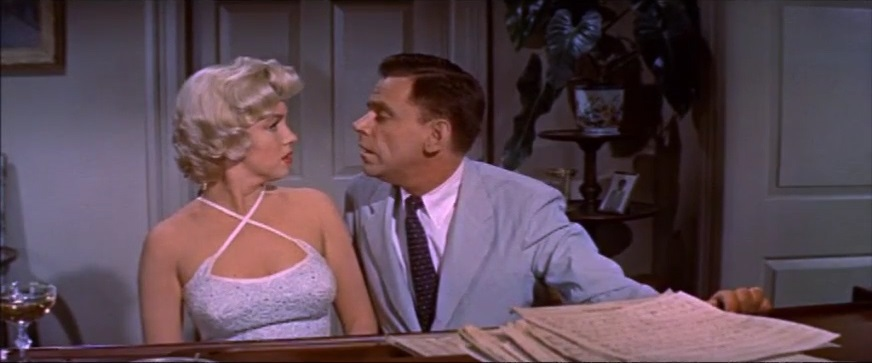
テアトル東京のこけら落とし作品『七年目の浮気』（監督ビリー・ワイルダー、1955年）。主演のマリリン・モンロー（写真左）とトム・イーウェル

“テアトル東京”の開業は1955年11月3日。1946年に東京テアトルの前身「東京興行株式会社」の第1号館として開業した“テアトル銀座”を発展させる形でスタート。テアトル銀座は同館の地下に名画座として引き続き営業していた。
シネラマや70mmの大画面に対応した映画館として、『ベン・ハー』『西部開拓史』『2001年宇宙の旅』『未知との遭遇』などのヒット作や大作を上映していたが、テレビの普及に伴う映画館事業の衰退もあり1981年10月31日、『天国の門』の上映を最後に閉館した。

### 銀座セゾン劇場→ル テアトル銀座（by PARCO）
テアトル東京閉館後、建物は全面的に改築され、1987年3月『銀座テアトルビル』が竣工。同ビルの3階に“銀座セゾン劇場”（ぎんざセゾンげきじょう）、5階にミニシアター“銀座テアトル西友”がオープンした。しかしセゾングループの資産売却などの事情も重なり1999年に一時閉館。2000年4月に同じセゾングループの東京テアトルが劇場事業を継承し、“ル テアトル銀座”と改称。銀座テアトル西友は“銀座テアトルシネマ”に改称し営業を継続した。
ル テアトル銀座に改称以降は演劇のみならず、落語会や音楽家のコンサート、名作映画のリバイバル上映も不定期に行っていた。
開業20周年を迎えた2007年3月、株式会社パルコに運営移管されるとともに現名称に変更されたが、2012年5月16日、事業への再投資や財務体質の改善などを理由に2013年5月をもって同館と「銀座テアトルシネマ」の営業を終了することが銀座テアトルビルの所有者である東京テアトル株式会社より発表され、2013年5月31日、黒柳徹子主演の『ステラとジョーイ』をもって閉館し、26年の歴史に幕を閉じた。跡地はコナミグループの不動産会社「コナミリアルエステート」が購入し、2019年12月にコナミクリエイティブセンター銀座として竣工した。

## 交通
- 東京メトロ銀座線京橋駅下車徒歩1分
- 東京メトロ有楽町線銀座一丁目駅下車徒歩1分